# Gloria Agblemagnon
Gloria Agblemagnon, née le 10 décembre 1997 à Vierzon, est une athlète handisport française concourant dans la catégorie F20, médaillée de bronze mondiale en 2019 et vice-championne paralympique en 2024.

## Carrière
Son père, Guy Agblemagnon, et son frère Yorgan Agblemagnon sont footballeurs internationaux togolais tandis que sa sœur Brenda est internationale française U20 de basket-ball, et son frère Jordan est également footballeur. À l'âge de 13 ans, elle commence l'athlétisme handisport, où elle découvre son talent pour le lancer.
Après avoir réussi les premiers minima en juillet alors qu'elle est encore en juniors, elle se qualifie pour les Jeux paralympiques d'été de 2016 en lancer de poids F20. 
L'année suivante, elle remporte l'or en lancer du disque et du marteau aux Championnats d'Europe pour les athlètes ayant un handicap mental (INAS). Elle remporte aussi l'or sur le lancer de poids aux Championnats du monde en 2018.
Aux Championnats du monde 2019, Gloria Agblemagnon remporte la médaille de bronze en lancer du poids F20 avec un jet à 12,96 m quelques semaines après avoir remporté l'or aux Mondiaux INAS. Elle se qualifie donc pour les Jeux paralympiques d'été de 2020.
Elle remporte la médaille d'argent du lancer de poids F20 aux Jeux paralympiques de 2024 à Paris, battant son record personnel avec un lancer à 14,43 m.

## Palmarès
| Année | Compétition                  | Lieu              | Place | Épreuve           |
| ----- | ---------------------------- | ----------------- | ----- | ----------------- |
| 2014  | Championnats d'Europe INAS   | Bergen            | 2e    | Lancer du poids   |
| 2014  | Championnats d'Europe INAS   | Bergen            | 2e    | Lancer du marteau |
| 2015  | Championnats d'Europe INAS   | Saint-Pétersbourg | 1re   | Lancer du poids   |
| 2015  | Jeux globaux                 | Guayaquil         | 1re   | Lancer du marteau |
| 2016  | Jeux paralympiques           | Rio de Janeiro    | 10e   | Lancer du poids   |
| 2016  | Championnats d'Europe INAS   | Kizlar            | 1re   | Lancer du disque  |
| 2016  | Championnats d'Europe INAS   | Kizlar            | 1re   | Lancer du marteau |
| 2016  | Championnats d'Europe        | Swansea           | 8e    | Lancer du poids   |
| 2017  | Championnats du monde        | Londres           | 7e    | Lancer du poids   |
| 2019  | Championnats du monde        | Dubaï             | 3e    | Lancer du poids   |
| 2019  | Jeux globaux                 | Brisbane          | 1re   | Lancer du poids   |
| 2021  | Jeux paralympiques           | Tokyo             | 8e    | Lancer du poids   |
| 2021  | Championnats du monde VIRTUS | Bydgoszcz         | 1re   | Lancer du poids   |
| 2021  | Championnats du monde VIRTUS | Bydgoszcz         | 1re   | Lancer du disque  |
| 2023  | Championnats du monde        | Paris             | 4e    | Lancer du poids   |
| 2024  | Jeux paralympiques           | Paris             | 2e    | Lancer du poids   |

## Décorations
- Chevalier de l'ordre national du Mérite (2024)[10]